# Юрпольский, Иван Иванович
Иван Иванович Юрпольский (23 августа 1919 — 11 мая 1991) — генерал-лейтенант ВС СССР, доктор военных наук, начальник Омского высшего общевойскового командного училища в 1954—1957 годах, командующий 8-й гвардейской общевойсковой армии в 1968—1969 годах, первый заместитель командующего войсками Закавказского военного округа в 1969—1974 годах.

## Биография

### Довоенные годы
Родился 23 августа 1919 года в селе Поташ (нынешний Тальновский район Черкасской области). Русский, из служащих. Окончил 10 классов средней школы в 1937 году. С сентября 1937 по май 1939 года преподавал в неполной средней школе села Чернявка Кизлярского района Чечено-Ингушской АССР (учитель с 5-го по 7-й классы), с мая по октябрь 1939 года был инструктором неполно-средних и средних школ в Кизлярском РайОНО (город Кизляр).
С 20 октября 1939 по 15 января 1940 года служил в 705-м стрелковом полку 21-й стрелковой дивизии Белорусского особого военного округа. Военную присягу принял 23 февраля 1940 года, с 15 января 1940 по 20 июля 1941 года курсант Могилёвского пехотного училища Приволжского военного округа.

### Великая Отечественная война
С 20 июля 1941 года по январь 1942 года командовал взводом курсантов Могилёвского пехотного училища. С января по 26 августа 1942 года — начальник штаба отдельного стрелкового батальона при 119-й отдельной стрелковой бригады. Был легко ранен 1 июня 1942 года в районе станции Кмень на Брянском фроне, но из строя не выбывал. На Брянском фронте с 3 мая по 29 июля 1942 года командовал отдельным стрелковым батальоном 113-й отдельной стрелковой бригады.
С 26 августа 1942 года по 13 октября 1943 года — начальник учебной части батальона курсантов Могилёвского пехотного училища (базировалось в Вольске). С 13 октября 1943 по 13 мая 1944 года — командир батальона и старший преподаватель тактики в том же училище. С 13 мая по июнь 1944 года — командир роты воспитанников Орловского суворовского военного училища, с июня по 13 ноября того же года — помощник начальника учебного отдела в училище, с 13 ноября 1944 по июль 1945 года — начальник подготовительного класса в училище.

### После войны
С июля 1945 по 19 ноября 1948 года был слушателем основного факультета Военной академии имени М. В. Фрунзе, окончив его с отличием и золотой медалью. Был командиром батальона Московского военно-пехотного училища с 19 ноября 1948 по 10 июня 1950 года. С 10 июня 1950 по 24 июня 1954 — заместитель начальника Кавказского Краснознамённого суворовского офицерского училища. В 1952 году окончил заочно Северо-Осетинский государственный педагогический институт имени К. Л. Хетагурова.
С 24 июня 1954 по 30 октября 1957 года — начальник Омского военного училища имени Фрунзе. С 30 октября по 13 ноября того же года в распоряжении Главкома Сухопутными войсками, с 13 ноября 1957 по 1 сентября 1959 года — заместитель командира 85-й мотострелковой дивизии Сибирского военного округа. С 1 сентября 1959 по октябрь 1961 года — слушатель основного факультета Военной академии Генерального штаба ВС СССР. С октября 1961 по 9 февраля 1965 — командир 117-й мотострелковой дивизии, с 9 февраля по 7 июля 1965 — командир 266-й мотострелковой дивизии (обе — Северо-Кавказский военный округ).
С 7 июля 1965 по 30 декабря 1966 — первый заместитель командующего и член военного совета 8-й гвардейской армии в составе ГСВГ. С 30 декабря 1966 по 25 апреля 1968 — начальник штаба той же армии, с 25 апреля 1968 по 16 декабря 1969 — командующий и член военного совета той же армии. С 16 декабря 1969 по 19 марта 1974 — первый заместитель командующего и член военного совета Закавказского военного округа. Окончил в 1970 году ВАК Военной академии Генерального штаба. С 20 марта 1974 по 2 сентября 1978 — заместитель начальника Военно-политической академии имени Ленина по оперативно-тактической подготовке.
Уволен в запас 2 сентября 1978 года. Доктор военных наук (4 мая 1984).
Умер 11 мая 1991 года.

### Партийные должности
Член КПСС с августа 1942 года. Занимал следующие должности:
- 1963: член пленума Волгоградского промышленного обкома КПСС
- 15 декабря 1964: член Волгоградского обкома КПСС
- 3 декабря 1964: член Волгоградского горкома КПСС
- 14 марта 1965: член Волгоградского областного совета
- 1966: член партийного комитета Полевого управления армии
- Июнь 1970: депутат Верховного Совета Грузинской ССР
- Январь 1971: член бюро Тбилисского горкома партии

### Семья
Родители — Иван Онуфриевич (1882—1937) и Елена Григорьевна (1886—1946). Супруга — Татьяна Минаевна Кульчинская (род. 1920), брак заключён 11 мая 1941 года. Дети — Анатолий (1941) и Вячеслав (1950).

## Звания
- Лейтенант (20 июля 1941)[1][a]
- Старший лейтенант (10 мая 1942)[1][b]
- Капитан (30 июля 1944)[1][c]
- Майор (21 октября 1945)[1][d]
- Подполковник (4 августа 1949)[1][e]
- Полковник (20 мая 1953)[1][f]
- Генерал-майор (22 февраля 1963)[1][g]
- Генерал-лейтенант (29 февраля 1968)[1][h]

## Награды
Ордена
- Орден Красной Звезды (22 февраля 1944) — за достигнутые успехи в деле подготовки общевойсковых офицерских кадров[3]
- Орден Красной Звезды (5 ноября 1954)[1] — за выслугу лет[2][i]
- Орден Красного Знамени (31 октября 1967)[1] — за успехи в боевой подготовке[2]
- Орден «За службу Родине в Вооруженных Силах СССР» III степени (30 апреля 1975)[1] — за успехи в боевой и политической подготовке, освоение новой сложной боевой техники и в связи с 30-летием Победы

Медали
- Медаль «За боевые заслуги» (15 ноября 1950)[1] — за долголетнюю и безупречную службу в Вооружённых Силах СССР[4][j]
- Медаль «За победу над Германией в Великой Отечественной войне 1941—1945 гг.» (9 мая 1945)[1][k]
- Медаль «30 лет Советской Армии и Флота» (22 февраля 1948)[1]
- Медаль «40 лет Вооружённых Сил СССР» (18 декабря 1957)[1]
- Медаль «За безупречную службу» I степени (11 января 1960)[l]
- Медаль «Двадцать лет Победы в Великой Отечественной войне 1941-1945 гг.» (7 мая 1965)[1]
- Медаль «50 лет Вооружённых Сил СССР» (21 декабря 1967)[1]
- Медаль «За доблестный труд (За воинскую доблесть). В ознаменование 100-летия со дня рождения Владимира Ильича Ленина» (5 октября 1969)[1]
- Медаль «50 лет Монгольской Народной Армии» (15 марта 1971)[1]
- Медаль «30 лет Болгарской Народной Армии» (14 сентября 1974)[1]
- Медаль «60 лет Вооруженных Сил СССР» (28 января 1978)[1]
- Медаль «Ветеран Вооруженных Сил СССР» (2 сентября 1978)[1][m]

## Комментарии
1. ↑  Приказ Приволжского военного округа № 0330 за то же число[2]
2. ↑  Приказ по 40-й армии № 0310 за то же число[2]
3. ↑  Приказ ГУК НКО № 02474 за то же число[2]
4. ↑  Приказ ГУК НКО № 03227 за то же число[2]
5. ↑  Приказ ГК СВ № 02000 за то же число[2]
6. ↑  Приказ МО № 01485 за то же число[2]
7. ↑  Постановление Совета Министров № 215 за то же число, приказ Министерства обороны № 47 от 23 февраля 1963 года[2]
8. ↑  Постановление Совета Министров № 110 за то же число, приказ Министерства обороны № 36 от 22 февраля 1968 года[2]
9. ↑  15 лет в ВС СССР
10. ↑  Выслуга лет — 10 лет в ВС СССР[2]
11. ↑  Представление на награждение от 16 июня 1945 года[5], акт вручения от 20 июня 1945 года[6]
12. ↑  Приказ Министерства обороны СССР № 63 тем же числом
13. ↑  Приказ Министерства обороны СССР № 0797 тем же числом